# Torinese Feroldi
Torinese Feroldi war ein italienischer Hersteller von Automobilen.

## Unternehmensgeschichte
Enrico Feroldi gründete 1911 in Turin das Unternehmen und begann mit der Produktion von Vergasern. 1912 begann die Produktion von Automobilen, die 1914 endete.

## Fahrzeuge
Das einzige Modell Tipo Unico hatte einen Vierzylindermotor mit SV-Ventilsteuerung. Der Motor mit paarweise gegossenen Zylindern leistete aus 3306 cm³ Hubraum 30 PS. Das Getriebe verfügte über vier Vorwärts- und einen Rückwärtsgang. Die Kraftübertragung erfolgte mit einer Kardanwelle. Wie damals üblich, wurden nur die Hinterräder gebremst. Insgesamt ähnelten die Fahrzeuge dem Fiat Zero. Das Armaturenbrett war aus Aluminium gefertigt.